# Múcio Gurgel de Sá
Múcio Gurgel de Sá, ou simplesmente Múcio Sá (Mossoró, 5 de abril de 1952) é um administrador e político brasileiro. Ele foi deputado federal (1999-2004).

## Carreira política
Em 1998, foi eleito deputado federal pelo Partido do Movimento Democrático Brasileiro (PMDB). Apoiou Garibaldi Alves Filho e Fernando Henrique Cardoso.
Em 2001, rompeu com o governo federal e passou a ter atuação oposicionista. Múcio Sá se filiou ao Partido Trabalhista Brasileiro (PTB).
Em 2002, foi reeleito deputado federal pelo Partido Trabalhista Brasileiro (PTB). Apoiou Fernando Freire e Lula.
Em 2003, Múcio se filiou ao Partido Socialista Brasileiro (PSB).
Em 23 de junho de 2004, Múcio Sá renunciou o mandato de deputado federal, sendo expulso do Partido Socialista Brasileiro (PSB) por infidelidade partidária. Lavoisier Maia assumiu.
Em 2005, Múcio Sá se filiou ao Partido da Social Democracia Brasileira (PSDB).
Em 2006, apoiou Garibaldi Alves Filho e Geraldo Alckmin.
Em 2010, apoiou Rosalba Ciarlini e José Serra.
Em 2014, apoiou Henrique Eduardo Alves e Aécio Neves.